# Malayanomolorchus
Malayanomolorchus is een kevergeslacht uit de familie van de boktorren (Cerambycidae). De wetenschappelijke naam van het geslacht werd voor het eerst geldig gepubliceerd in 1979 door Hayashi.

## Soorten
Malayanomolorchus omvat de volgende soorten:
- Malayanomolorchus egregius (Holzschuh, 1995)
- Malayanomolorchus fabulosus Holzschuh, 2006
- Malayanomolorchus serraticornis Hayashi, 1979
- Malayanomolorchus xanthopus Holzschuh, 2011